# Bárbara Rebolledo
Pour les articles homonymes, voir Rebolledo et Aguirre.
Bárbara Rebolledo Aguirre (née le 22 janvier 1973 à Talca) est une journaliste et présentatrice de télévision chilienne.

## Télévision
- Nuestra Hora, Canal 13
- Buenos días a todos, TVN
- 1998-1999, Pase lo que pase, elle-même , TVN
- Buenas tardes Eli, présentatrice remplacement, TVN
- Día a día, présentatrice, TVN
- 2003, Día a día PM, présentatrice, TVN
- 2003, La Ruta de Beringia, présentatrice, TVN
- 2004-2008, Pasiones, présentatrice, TVN
- 2007, Pelotón I, présentatrice, TVN
- 2007-2008, Pelotón II, présentatrice, TVN

### Séries et unitaires
- 2005, El cuento del tío, El Buitre, Pamela, TVN

### Politique
En mai 2021, elle est élue membre de l'Assemblée constituante chilienne, où elle siège de juillet 2021 à juillet 2022.